# Cyprinodon nazas
Cyprinodon nazas là một loài cá thuộc họ Cyprinodontidae. Nó là loài đặc hữu của México.